# Esprit Coachworks
Esprit Coachworks Inc. war ein US-amerikanischer Hersteller von Automobilen.

## Unternehmensgeschichte
Das Unternehmen wurde am 3. August 1982 in Downey in Kalifornien gegründet. Andere Quellen nennen Corona und Hawaiian Gardens, ebenfalls in Kalifornien. Es vertrieb Kit Cars anderer Hersteller wie Fierro. 1982 begann die eigene Produktion von Automobilen und Kit Cars. Der Markenname lautete Esprit. 1986 endete die Produktion.

## Fahrzeuge
Das Modell Pantera war die Nachbildung des De Tomaso Pantera. Daneben gab es mit dem Cobra einen Nachbau des AC Cobra. Zur Wahl standen ein Fahrgestell vom VW Käfer sowie ein Rohrrahmen. Überliefert ist einerseits ein V8-Motor von Ford und andererseits verschiedene V6- und V8-Motoren aus amerikanischer Fertigung.
Der Fierro war ebenfalls ein Sportwagen auf VW-Basis.